# 내 차례
《내 차례》는 2017년 제작, 2018년 5월 24일에 몰로디스트 국제 영화제에서 상영한 드라마 영화이다.

## 출연
주연
- 주가영 : 현정 역
- 김해나 : 미경 역

조연
- 정희정 : 수간호사 역
- 서석규 : 남편 역
- 김민선 : 진아 역